# Учитель, Константин Александрович
Константин Александрович Учитель (род. 31 июля 1968, Кривой Рог, Днепропетровская область) — российский историк театра, педагог, продюсер. Доктор искусствоведения.

## Биография
Родился 31 июля 1968 года в городе Кривой Рог.
Окончил среднюю школу № 25 в Кривом Роге. В 1988 году окончил Криворожское авиационное училище. В 1988—1989 годах — техник Ленинградского авиационного отряда. В 1990—1992 годах — администратор концертных организаций, концертмейстер в Академии театрального искусства. В 1994 году — сотрудник выставочного зала «Манеж».
В 1995 году окончил Санкт-Петербургскую академию театрального искусства (ныне Российский государственный институт сценических искусств) по двум специальностям: как театральный менеджер и историк музыкального театра. С 1998 года преподавал в институте дисциплины, связанные с продюсерской деятельностью в сфере исполнительских искусств, историей оперы, методологией научного исследования.  
В 2005 году получил учёную степень кандидата искусствоведения, защитив диссертацию на тему «Ленинградский Малый оперный театр (1927—1948): организация и творчество». В 2015 году стал доктором искусствоведения, защитив диссертацию на тему «Современная западноевропейская опера на советской сцене 1920-х — 1930-х годов».  
В 2007—2008 годах работал заместителем директора Михайловского театра по репертуару и исследовательской деятельности. Профессор кафедры продюсерства в области исполнительских искусств РГИСИ до февраля 2023 года, уволен за антивоенные высказывания. 
С 2023 года является профессором Школы искусств и культурного наследия Европейского университета в Санкт-Петербурге. Объекты исследовательского интереса Учителя:  музыка, литература и театр русского авангарда; история русского оперного театра; театральный и музыкальный менеджмент; современная академическая и новая импровизационная музыка; проблемы культурной памяти; сценография. Автор книг  «Михайловский театр. Сюжеты. Имена», «МАЛЕГОТ. 1918—1948. Организация творческого процесса и художественный эксперимент»,  соавтор-составитель (с Валерием Полуновским) издания «Геннадий Сотников» и др. В 1991—2007 годах в качестве музыкального критика сотрудничал с газетами «Вечерний Петербург», «Коммерсант-Daily», «Невское время», «Час пик», журналом «Театральный Петербург».
Продюсер музыкальных фестивалей, в том числе «Гений места» (2012—2013), «Часы Хармса» (2016). Автор сценария спектакля «Silentio. Диана Вишнёва» (Мариинский театр, совместно с Андреем Могучим, 2006) и других реализованных либретто и сценариев. Выступает как музыкант-импровизатор; первый исполнитель ряда сочинений Юрия Красавина, Анатолия Королёва и других современных авторов; в 2009 году представил на фестивале «Театральное пространство Андрея Могучего» «действо, которое пока не имеет аналогов и названия. В сопровождении музыкальной группы «Борщ Капелла» он прочёл собравшимся записки своих друзей из социальной сети „ВКонтакте“».
Автор и продюсер ряда художественных акций, сочетающих элементы театра, концерта и перформанса, в их числе: «Хармс в филармонии» (2006), спектакль-путешествие по Д. И. Хармсу «Маршрут „Старухи“» (2013—2020), «Путь „Весны священной“» (2013—2017, с Сергеем Старостиным и ансамблем «Виртуальная деревня»), «Александр Введенский. Опыт взирания» (с Владимиром Кузнецовым, 2014—2015).
Постановка Учителя «Разговоры беженцев» (2016, фестиваль «Точка доступа» по Бертольту Брехту, совместно с Владимиром Кузнецовым) была номинирована на Национальную театральную премию «Золотая маска». Спектакль был показан в Петербурге, Москве, Челябинске, Новосибирске, участвовал в "Днях Брехта" в Берлине. «Путь „Весны священной“» в сентябре 2017 года был представлен на сцене Парижской филармонии (Франция), прошёл в городах России и Украины, в Лионе и Женеве.

## Семья
- Отец — доктор технических наук, профессор, лауреат Государственной премии Украины Александр Давидович Учитель[14], мать — педагог Софья Семёновна Учитель.
- Жена — пианистка, музыковед Ольга Скорбященская; сын — лингвист Илья Учитель, дочь — пианистка Наталия Учитель[15].

## Творчество

### Проекты
- 2003 — Церемонии открытия и закрытия национального театрального фестиваля и премии «Золотая Маска» в Санкт-Петербурге" (в сотрудничестве с Андреем Могучим и Александром Шишкиным) — сценарий, музыкальное оформление — Мариинский театр, Александринский театр
- 2003 — «Борис Годунов» — консультант постановки оперы Модеста Мусоргского Мариинского театра
- 2006 — «Хармс в Филармонии» (в сотрудничестве с Александром Галибиным) — автор сценария — Большой зал Санкт-Петербургской филармонии
- 2006 — «Сумбур вместо музыки» (в сотрудничестве с Виктором Смирновым) — автор сценария — Большой зал Санкт-Петербургской филармонии
- 2006 — «Золотой век» Дмитрия Шостаковича ( в сотрудничестве с Ноа Гелбером) — автор нового либретто — Мариинский театр, Колизеум (Лондон)
- 2007 — «Silentio. Диана Вишнева» (в сотрудничестве с Андреем Могучим и Алексеем Кононовым) — автор сценария — Мариинский театр
- 2008 — «Пер Гюнт в Филармонии» — автор сценария, постановщик — Большой зал Санкт-Петербургской филармонии
- 2012 — «Играем Гольдфадена», — автор сценария, постановщик — "вечерок памяти еврейского театра", Еврейский общинный центр Санкт-Петербурга
- С 2013 — Спектакль-путешествие по Д. И. Хармсу «Маршрут „Старухи“»[5] — продюсер, автор проекта
- 2013—2018 — «Путь „Весны священной“» (в сотрудничестве с Сергеем Старостиным и ансамблем «Виртуальная деревня») — продюсер, художественный руководитель проекта
- 2014—2015 — «Александр Введенский. Опыт взирания» (с Владимиром Кузнецовым) — автор сценария, музыки, постановщик
- 2016—2019 — «Разговоры беженцев» Бертольта Брехта (в сотрудничестве с Владимиром Кузнецовым) — художественный руководитель постановки — постановка Летнего фестиваля искусств «Точка доступа»[16]
- 2017—2018 — Хармс-трамвай (с Максимом Фоминым)
- 2021 — Кабаре НЭП, Санкт-Петербургский Музей театрального и музыкального искусства
- 2022 — Дибук, [17] Александринский театр
- 2023 — Хармс-Ёлка (с Кириллом Люкевичем) [18], Санкт-Петербургский Музей театрального и музыкального искусства
- 2023 — Площадь Островского. Санкт-Петербургский Музей театрального и музыкального искусства
- 2023 — Шаляпин. Прогулка. Санкт-Петербургский Музей театрального и музыкального искусства
- 2024 — Дибук-фест. Санкт-Петербургская театральная библиотека, Библиотека имени В. В. Маяковского, Яани Кирик, Малый театр кукол и др.
- 2024 — Мейерхольд. Петербург.  Санкт-Петербургский Музей театрального и музыкального искусства [19]

### Книги и монографии
- Учитель К. А. Михайловский театр. Сюжеты. Имена. — СПб.: ЛИК, 2009. — 176 с. — ISBN 978-5-86038-162-9.
- Полуновский В. И., Учитель К. А. Геннадий Сотников. — СПб.: Издательство Санкт-Петербургской государственной академии театрального искусства, 2010. — 247 с. — ISBN 978-5-88689-046-4.
- Учитель К. А. МАЛЕГОТ, 1918—1948. Организация творческого процесса и художественный эксперимент. — СПб.: Издательство Санкт-Петербургской государственной академии театрального искусства, 2014. — 146 с.

### Статьи
- Учитель К. А. Эскизы к Дару // Петербургский театральный журнал : журнал. — 2005. — № 3 (41).
- Учитель К. А (12 декабря 2010). Зимы не будет?. Фонтанка.ру.